# Anders Källström (född 1958)
Anders Källström, född 6 december 1958 i Göteborg, är en svensk näringslivsperson. Han grundade 2010 tankesmedjan Sustainability Circle och var dess arbetande styrelseordförande fram till 2024. Han ersattes som styrelseordförande av Bengt Hergart, Öresundsbrokonsortiet. Han har också varit adjungerad professor i företagsekonomi med inriktning mot digitalisering vid Högskolan i Skövde. 

## Biografi
Källström disputerade 1993 med doktorsavhandlingen Beslutsstöd vid Handelshögskolan vid Göteborgs universitet. Under perioden 1997 till 2008 var han verksam som VD för Västsvenska Handelskammaren. 2008 till 2009 var han VD och koncernchef i Rederi AB Transatlantic. Källström har också varit andre vice ordförande i Göteborgs Spårvägar.